# 480 kilomètres de Mexico 1990
Navigation
Édition précédente Édition suivante
Les 480 kilomètres de Mexico 1990 (officiellement appelé le Trofeo Hermanos Rodriguez), disputées le 7 octobre 1990 sur le circuit des frères Rodriguez ont été la neuvième manche du Championnat du monde des voitures de sport 1990.

## La course

### Classement de la course
Voici le classement officiel au terme de la course,.
- Les premiers de chaque catégorie du championnat du monde sont signalés par un fond jaune.
- Pour la colonne Pneus, il faut passer le curseur au-dessus du modèle pour connaître le manufacturier de pneumatiques.
- Les voitures ne réussissant pas à parcourir 75% de la distance du gagnant sont non classées (NC).

| Pos   | Classe | no | Écurie                           | Pilotes                                    | Châssis                            | Pneus | Tours | Temps                      |
| Pos   | Classe | no | Écurie                           | Pilotes                                    | Moteur                             | Pneus | Tours | Temps                      |
| ----- | ------ | -- | -------------------------------- | ------------------------------------------ | ---------------------------------- | ----- | ----- | -------------------------- |
| 1     | C      | 2  | Team Sauber Mercedes             | Jochen Mass Michael Schumacher             | Mercedes-Benz C11                  | G     | 109   | 2 h 47 min 54 s 907        |
| 1     | C      | 2  | Team Sauber Mercedes             | Jochen Mass Michael Schumacher             | Mercedes-Benz M119 5.0L V8 Turbo   | G     | 109   | 2 h 47 min 54 s 907        |
| 2     | C      | 23 | Nissan Motorsports International | Julian Bailey Mark Blundell                | Nissan R90CK                       | D     | 107   | + 2 tours                  |
| 2     | C      | 23 | Nissan Motorsports International | Julian Bailey Mark Blundell                | Nissan VHR35Z 3.5L V8 Turbo        | D     | 107   | + 2 tours                  |
| 3     | C      | 4  | Silk Cut Jaguar                  | Andy Wallace Davy Jones                    | Jaguar XJR-11                      | G     | 107   | + 2 tours                  |
| 3     | C      | 4  | Silk Cut Jaguar                  | Andy Wallace Davy Jones                    | Jaguar JV6 3.5L V6 Turbo           | G     | 107   | + 2 tours                  |
| 4     | C      | 24 | Nissan Motorsports International | Kenny Acheson Gianfranco Brancatelli       | Nissan R90CK                       | D     | 106   | + 3 tours                  |
| 4     | C      | 24 | Nissan Motorsports International | Kenny Acheson Gianfranco Brancatelli       | Nissan VHR35Z 3.5L V8 Turbo        | D     | 106   | + 3 tours                  |
| 5     | C      | 8  | Joest Porsche Racing             | Jonathan Palmer Hans-Joachim Stuck         | Porsche 962C                       | M     | 106   | + 3 tours                  |
| 5     | C      | 8  | Joest Porsche Racing             | Jonathan Palmer Hans-Joachim Stuck         | Porsche Type-935 3.2L Flat-6 Turbo | M     | 106   | + 3 tours                  |
| 6     | C      | 7  | Joest Porsche Racing             | Bob Wollek Frank Jelinski                  | Porsche 962C                       | M     | 105   | + 4 tours                  |
| 6     | C      | 7  | Joest Porsche Racing             | Bob Wollek Frank Jelinski                  | Porsche Type-935 3.2L Flat-6 Turbo | M     | 105   | + 4 tours                  |
| 7     | C      | 10 | Porsche Kremer Racing            | Bernd Schneider Tomas Lopez                | Porsche 962CK6                     | Y     | 105   | + 4 tours                  |
| 7     | C      | 10 | Porsche Kremer Racing            | Bernd Schneider Tomas Lopez                | Porsche Type-935 3.0L Flat-6 Turbo | Y     | 105   | + 4 tours                  |
| 8     | C      | 9  | Joest Porsche Racing             | Henri Pescarolo "John Winter"              | Porsche 962C                       | G     | 103   | + 6 tours                  |
| 8     | C      | 9  | Joest Porsche Racing             | Henri Pescarolo "John Winter"              | Porsche Type-935 3.0L Flat-6 Turbo | G     | 103   | + 6 tours                  |
| 9     | C      | 27 | Obermaier Primagaz               | Otto Altenbach Harald Grohs                | Porsche 962C                       | G     | 103   | + 6 tours                  |
| 9     | C      | 27 | Obermaier Primagaz               | Otto Altenbach Harald Grohs                | Porsche Type-935 3.0L Flat-6 Turbo | G     | 103   | + 6 tours                  |
| 10    | C      | 21 | Spice Engineering                | Fermín Vélez Eliseo Salazar                | Spice SE90C                        | G     | 103   | + 6 tours                  |
| 10    | C      | 21 | Spice Engineering                | Fermín Vélez Eliseo Salazar                | Ford Cosworth DFR 3.5L V8 Atmo     | G     | 103   | + 6 tours                  |
| 11    | C      | 13 | Courage Compétition              | Pascal Fabre Michel Trollé                 | Cougar C24S                        | G     | 102   | + 7 tours                  |
| 11    | C      | 13 | Courage Compétition              | Pascal Fabre Michel Trollé                 | Porsche Type-935 3.0L Flat-6 Turbo | G     | 102   | + 7 tours                  |
| 12    | C      | 32 | Konrad Motorsport                | Franz Konrad Harri Toivonen                | Porsche 962C                       | G     | 102   | + 7 tours                  |
| 12    | C      | 32 | Konrad Motorsport                | Franz Konrad Harri Toivonen                | Porsche Type-935 3.0L Flat-6 Turbo | G     | 102   | + 7 tours                  |
| 13    | C      | 44 | Peugeot Talbot Sport             | Keke Rosberg Jean-Pierre Jabouille         | Peugeot 905                        | M     | 101   | + 8 tours                  |
| 13    | C      | 44 | Peugeot Talbot Sport             | Keke Rosberg Jean-Pierre Jabouille         | Peugeot SA35 3.5L V10 Atmo         | M     | 101   | + 8 tours                  |
| 14    | C      | 30 | GP Motorsport                    | Tom Hessert (en) Enrique Contreras         | Spice SE90C                        | D     | 91    | + 18 tours                 |
| 14    | C      | 30 | GP Motorsport                    | Tom Hessert (en) Enrique Contreras         | Ford Cosworth DFR 3.5L V8 Atmo     | D     | 91    | + 18 tours                 |
| 15    | C      | 20 | Team Davey                       | Bernard Jourdain (en) Michel Jourdain (en) | Porsche 962C                       | D     | 88    | + 21 tours                 |
| 15    | C      | 20 | Team Davey                       | Bernard Jourdain (en) Michel Jourdain (en) | Porsche Type-935 3.0L Flat-6 Turbo | D     | 88    | + 21 tours                 |
| 16    | C      | 41 | Alba Formula Team                | Giorgio Francia François Migault           | Alba AR20                          | G     | 85    | + 24 tours                 |
| 16    | C      | 41 | Alba Formula Team                | Giorgio Francia François Migault           | Buick 4.5L V6 Atmo                 | G     | 85    | + 24 tours                 |
| Dsq.† | C      | 1  | Team Sauber Mercedes             | Mauro Baldi Jean-Louis Schlesser           | Mercedes-Benz C11                  | G     | 109   | Disqualifié                |
| Dsq.† | C      | 1  | Team Sauber Mercedes             | Mauro Baldi Jean-Louis Schlesser           | Mercedes-Benz M119 5.0L V8 Turbo   | G     | 109   | Disqualifié                |
| Abd.  | C      | 34 | Equipe Alméras Fréres            | Jacques Alméras Jean-Marie Alméras         | Porsche 962C                       | G     | 75    | Moteur                     |
| Abd.  | C      | 34 | Equipe Alméras Fréres            | Jacques Alméras Jean-Marie Alméras         | Porsche Type-935 3.0L Flat-6 Turbo | G     | 75    | Moteur                     |
| Abd.  | C      | 36 | Toyota Team Tom's                | Johnny Dumfries Roberto Ravaglia           | Toyota 90C-V                       | B     | 70    | Boite de vitesses          |
| Abd.  | C      | 36 | Toyota Team Tom's                | Johnny Dumfries Roberto Ravaglia           | Toyota R36V 3.6L V8 Turbo          | B     | 70    | Boite de vitesses          |
| Abd.  | C      | 15 | Brun Motorsport                  | Oscar Larrauri                             | Porsche 962C                       | Y     | 65    | Fuite d'huile              |
| Abd.  | C      | 15 | Brun Motorsport                  | Oscar Larrauri                             | Porsche Type-935 3.0L Flat-6 Turbo | Y     | 65    | Fuite d'huile              |
| Abd.  | C      | 16 | Brun Motorsport                  | Jesús Pareja Walter Brun                   | Porsche 962C                       | Y     | 56    | Accident                   |
| Abd.  | C      | 16 | Brun Motorsport                  | Jesús Pareja Walter Brun                   | Porsche Type-935 3.0L Flat-6 Turbo | Y     | 56    | Accident                   |
| Abd.  | C      | 39 | Swiss Team Salamin               | Antoine Salamin Max Cohen-Olivar           | Porsche 962C                       | G     | 52    | Boite de vitesses          |
| Abd.  | C      | 39 | Swiss Team Salamin               | Antoine Salamin Max Cohen-Olivar           | Porsche Type-935 3.0L Flat-6 Turbo | G     | 52    | Boite de vitesses          |
| Abd.  | C      | 3  | Silk Cut Jaguar                  | Martin Brundle Jan Lammers                 | Jaguar XJR-11                      | G     | 46    | Alternateur                |
| Abd.  | C      | 3  | Silk Cut Jaguar                  | Martin Brundle Jan Lammers                 | Jaguar JV6 3.5L V6 Turbo           | G     | 46    | Alternateur                |
| Abd.  | C      | 14 | Richard Lloyd Racing             | Manuel Reuter Perry McCarthy               | Porsche 962C GTi                   | G     | 42    | Boite de vitesses          |
| Abd.  | C      | 14 | Richard Lloyd Racing             | Manuel Reuter Perry McCarthy               | Porsche Type-935 3.0L Flat-6 Turbo | G     | 42    | Boite de vitesses          |
| Abd.  | C      | 29 | Chamberlain Engineering          | Richard Piper Charles Zwolsman Sr.         | Spice SE89C                        | G     | 23    | Problèmes électriques      |
| Abd.  | C      | 29 | Chamberlain Engineering          | Richard Piper Charles Zwolsman Sr.         | Ford Cosworth DFZ 3.5L V8 Atmo     | G     | 23    | Problèmes électriques      |
| Abd.  | C      | 37 | Toyota Team Tom's                | Geoff Lees John Watson                     | Toyota 89C-V                       | B     | 15    | Moteur                     |
| Abd.  | C      | 37 | Toyota Team Tom's                | Geoff Lees John Watson                     | Toyota R36V 3.6L V8 Turbo          | B     | 15    | Moteur                     |
| Abd.  | C      | 40 | The Berkeley Team London         | Pasquale Barberio "Stingbrace"             | Spice SE89C                        | G     | 0     | Transmission               |
| Abd.  | C      | 40 | The Berkeley Team London         | Pasquale Barberio "Stingbrace"             | Ford Cosworth DFZ 3.5L V8 Atmo     | G     | 0     | Transmission               |
| Np.   | C      | 17 | Brun Motorsport                  | Bernard Santal Massimo Sigala              | Porsche 962C                       | Y     | -     | Accident durant le warm up |
| Np.   | C      | 17 | Brun Motorsport                  | Bernard Santal Massimo Sigala              | Porsche Type-935 3.0L Flat-6 Turbo | Y     | -     | Accident durant le warm up |
| Np.   | C      | 26 | Obermaier Primagaz               | Otto Altenbach Harald Grohs                | Porsche 962C                       | G     | -     | Suspension                 |
| Np.   | C      | 26 | Obermaier Primagaz               | Otto Altenbach Harald Grohs                | Porsche Type-935 3.0L Flat-6 Turbo | G     | -     | Suspension                 |

† - La Mercedes-Benz C11 n°1 de l'écurie Team Sauber Mercedes a été disqualifié pour avoir utilisé plus que la quantité de carburant autorisée.

## Pole position et record du tour
- Pole position :  Martin Brundle (#3 Silk Cut Jaguar) en 1 min 20 s 626
- Meilleur tour en course :  Michael Schumacher (#2 Team Sauber Mercedes) en 1 min 23 s 250

## À noter
- Longueur du circuit : 4,421 km
- Distance parcourue par les vainqueurs : 481,889 km